# Hemisphaerodella mirabilis
Hemisphaerodella mirabilis är en insektsart som beskrevs av Reuter 1908. Hemisphaerodella mirabilis ingår i släktet Hemisphaerodella och familjen ängsskinnbaggar. Inga underarter finns listade i Catalogue of Life.